# Giuliano di Lorenzo de’ Medici

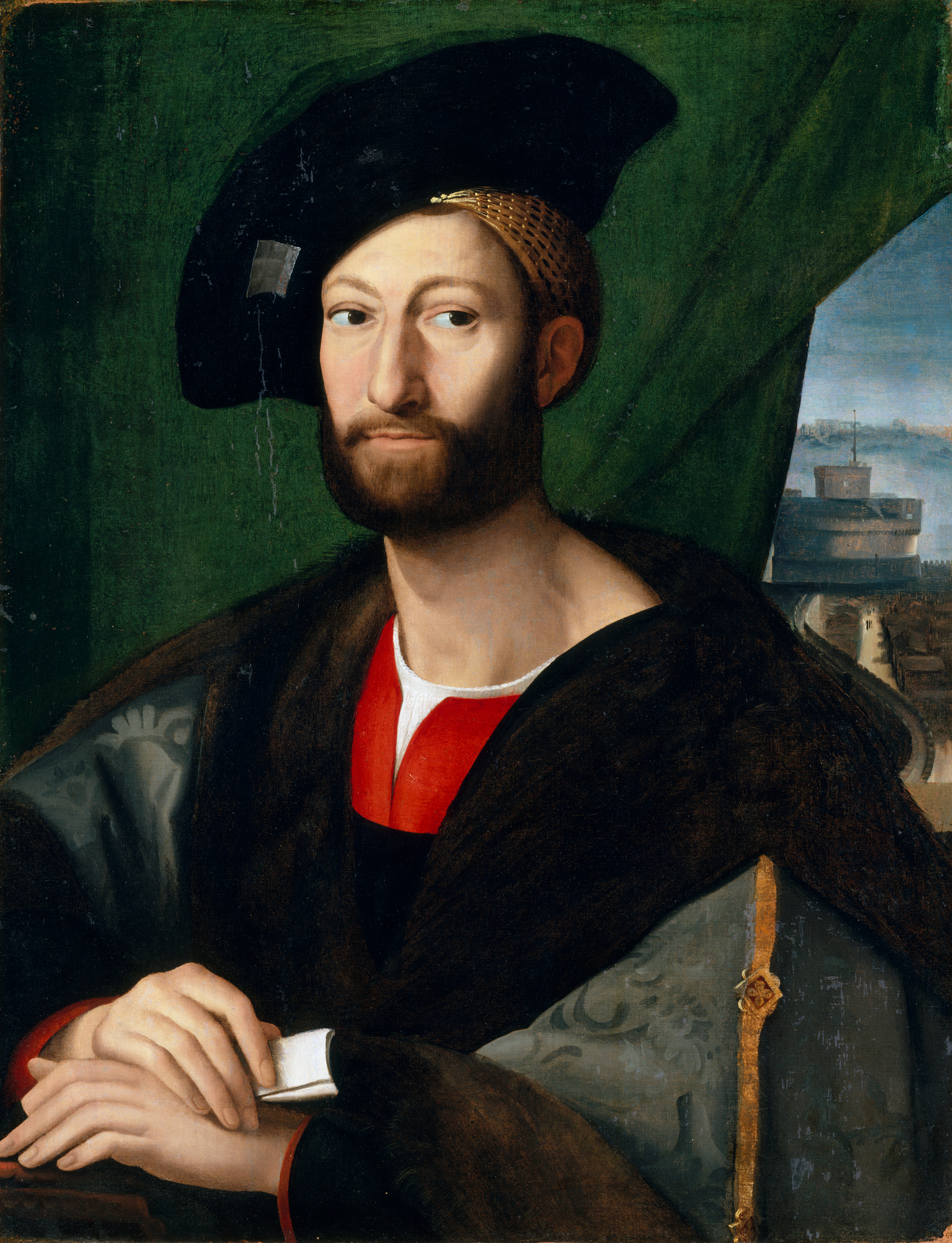
Raffael, Porträt Giulianos

Giuliano di Lorenzo de’ Medici (* 12. März 1479 in Florenz; † 17. März 1516 in Fiesole) war der drittgeborene Sohn von Lorenzo il Magnifico nach Piero di Lorenzo de’ Medici und Giovanni de’ Medici. Ab 1515 war er Herzog von Nemours.

## Leben

### Kindheit und Jugend

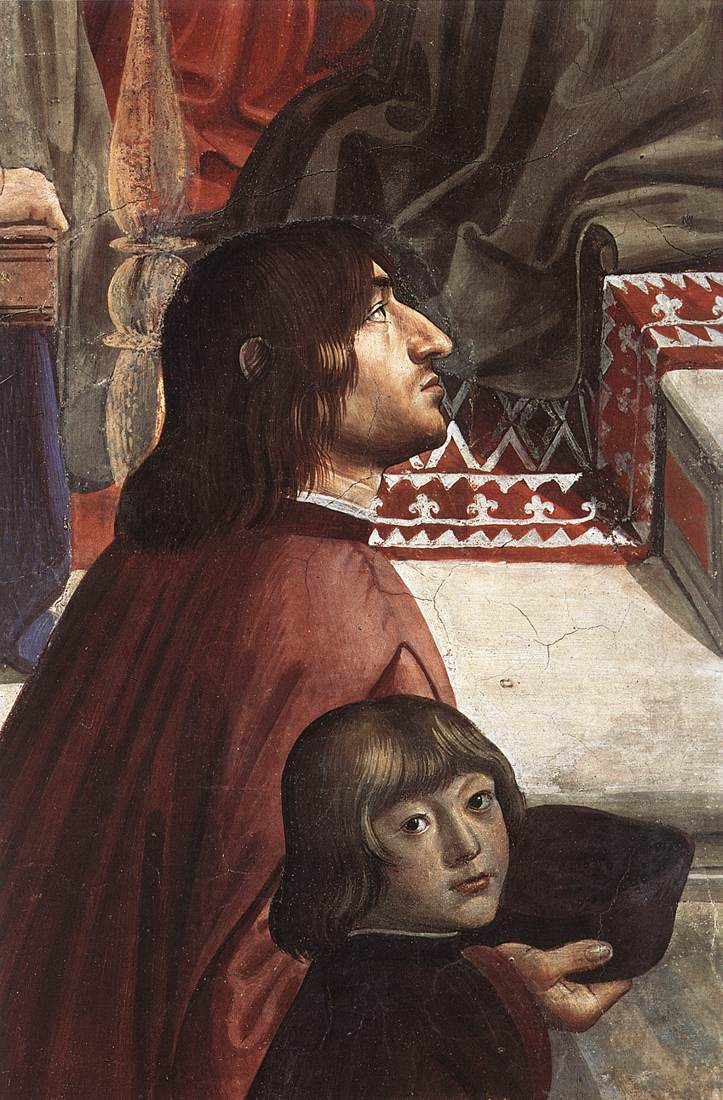
Giuliano di Lorenzo de’ Medici als Kind mit Angelo Poliziano auf einem Fresko von Domenico Ghirlandaio in der Cappella Sassetti in Santa Trinita (Florenz)

Giuliano wurde in der Zeit nach der Verschwörung der Pazzi und in den Tagen des darauffolgenden Krieges geboren. Die Wahl seines Namens erinnerte an seinen am 26. April 1478 ermordeten Onkel Giuliano di Piero de’ Medici. Ein schriftstellerisches Werk seines Vaters, die „Rappresentazione di San Giovanni e Paolo“, siedelte sich im Umfeld der Jugend an: Am 17. Februar 1491 wurde Giuliano de’ Medici in die Compagnia del Vangelista, eine der Fraternitäten von Florenz, aufgenommen. Einer seiner Lehrer und Erzieher war der Humanist Angelo Poliziano.

### Exilzeit der Medici (1494–1512)
Giulianos älterer Bruder Piero war nach dem Tod des Vaters Lorenzo von April 1492 bis November 1494 das Familienoberhaupt und damit der maßgebliche Politiker in Florenz. Giuliano war unter den Brüdern, als der Umsturz vom 9. November 1494 zur Vertreibung der Medici und ihrer Flucht in Richtung Bologna führte. Auslöser war die Bedrohung von Florenz angesichts des nahenden Heerzuges Karls VIII. von Frankreich, der aus der Lombardei kommend nach Süden zog, um das Königreich Neapel anzugreifen. Die Opposition von Florenz hatte sich frühzeitig mit den Franzosen arrangiert, deren Partei ergriffen und der mediceischen Parteinahme für die Aragonesen von Neapel widerstritten.
In der Folgezeit war Giuliano mehrfach an Versuchen beteiligt, Florenz einzukreisen und die Rückkehr zu ermöglichen. Nach dem Italienzug Ludwigs XII. von Frankreich, also nach der Eroberung der Lombardei von 1499/1500 und nach der Aufrichtung einer zeitweiligen Herrschaft über Neapel 1501/02, war er an diplomatischen Versuchen beteiligt. Im Frühjahr 1502 war er am Hof Frankreichs zugegen und versuchte, die französische Gunst durch die Verheißung künftiger Kontributionen auf die Medici zu richten und eine Rückkehr nach Florenz zu ermöglichen.
Besondere Erwähnung für Giulianos Exilzeit verdient der Herzogshof von Urbino zur Zeit um die Jahreswende 1506/07. So findet er als halbliterarische Figur auch im Buch Il Libro del Cortegiano von Baldassare Castiglione Erwähnung und Beteiligung. Der Hof von Urbino war auch der Geburtsort des Bastards Ippolito de’ Medici im März 1511. Die Mutter war angeblich Pacifica Brandano.

### Bruder von Papst Leo X. (1513–1516)
Als die Eroberung der Lombardei durch Ludwig XII. von 1499/1500 und die Präsenz der französischen Macht in Italien unter der Gewalt der von Papst Julius II. angeführten Heiligen Liga von 1511 im Sommer 1512 zusammenbrach, waren die Wege der Medici geebnet: Nachdem die Florentiner sich bislang durch eine französische Protektion hindurch gegen Rückkehrversuche gesichert hatten, war nun die Gelegenheit zum Sturz der Republik gekommen. Nach der Absetzung und Flucht von Piero Soderini war Giuliano der erste Vertreter seiner Familie, der am 1. September des Jahres in seine Vaterstadt zurückkehrte.
Als der Bruder Giovanni im März 1513 den Stuhl Petri einnahm und als Papst Leo X. figurierte, war Giuliano als der nächste Papstverwandte in besonderem Maße ausersehen, die Geschicke in Florenz zu führen. Gegenstand der Dynastiepolitik war er ab dem Januar 1515, als er Philiberta von Savoyen (1498–1524), Tochter des Herzogs Philipp II. von Savoyen, ehelichte. Da Philiberta eine Tante von Franz I. von Frankreich war, ließe sich sogar über eine Fühlungnahme der Franzosen in Anbetracht ihrer Rückkehrhoffnungen und Kriegspläne spekulieren. In die schwankende Bündnispolitik Leos X. zwischen der Verteidigung und Preisgabe Italiens würde sich eine solche Konjunktion fügen. In jedem Falle erwarb Giuliano in diesem Zusammenhang das Herzogtum Nemours, das vor ihm Jean d’Armagnac regiert hatte. Gleichwohl war Giuliano körperlich hinfällig. Spätestens seit der zweiten Jahreshälfte 1515 wurde er von seinem Neffen Lorenzo di Piero de’ Medici in politischen und militärischen Aufgaben faktisch vertreten.
Seiner Rolle entsprechend war Giuliano um die Jahreswende 1513/14 der ursprüngliche Widmungsträger der Schrift Der Fürst von Niccolò Machiavelli. Seine Rolle als Hoffnungsträger jedweder Art endete jedoch nach etwa acht Monaten des Siechtums mit seinem Tod in der Abtei von Fiesole am 17. März 1516. Die Beisetzung in Florenz fand am 19. März statt.

### Erbe und Nachwirkung

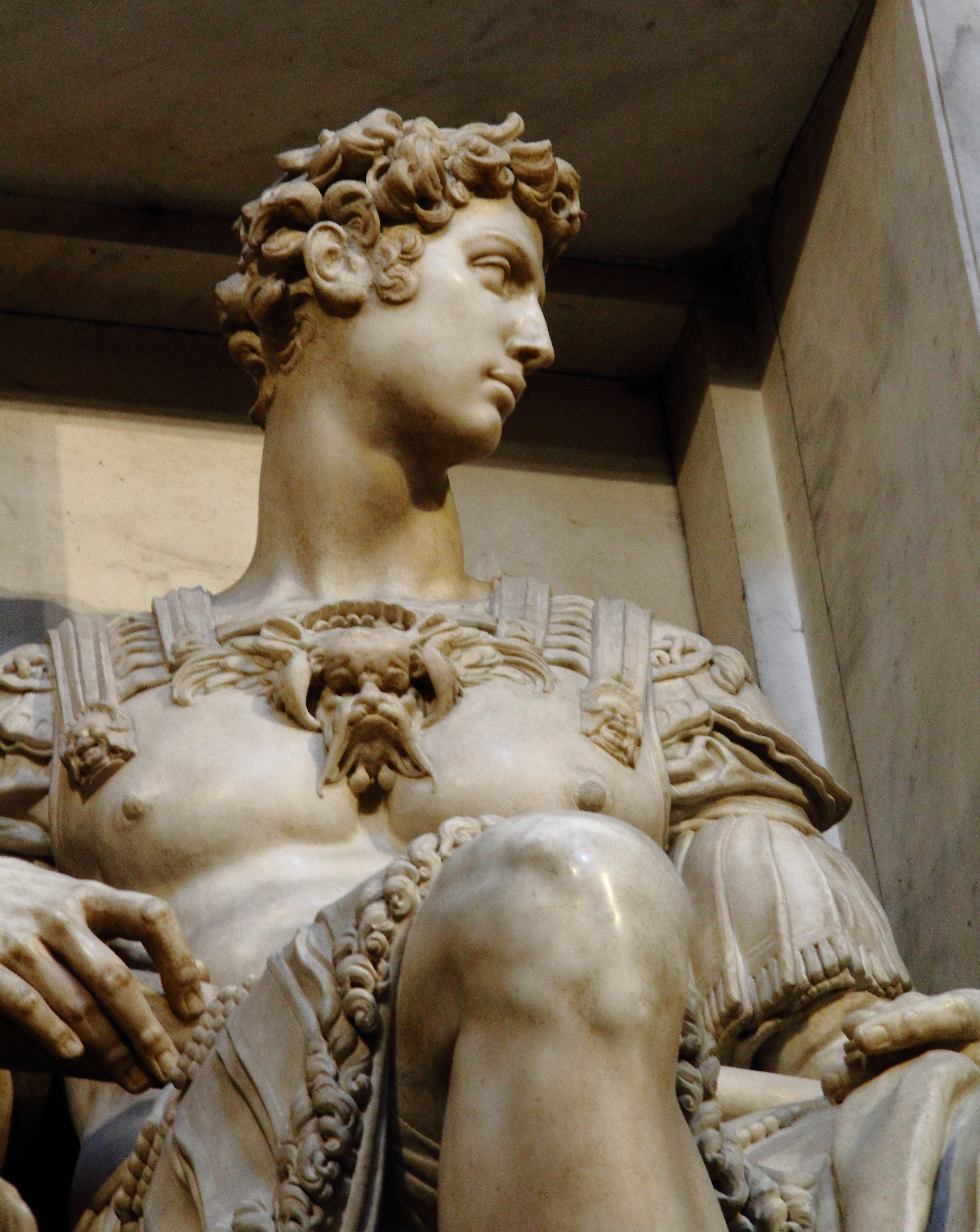
Giulianos Statue in der Medici-Kapelle, geschaffen von Michelangelo

Nach Giulianos Tod trat der Neffe Lorenzo endgültig in die Fußstapfen der dynastischen Hoffnungen und Pläne. Dass die Medici zu ihrer Exilzeit Urbino als Aufenthalt gehabt hatten, im Sommer 1516 aber, wenige Monate nach Giulianos Tod, gegen das Herzogtum vorgingen und es ihrer Familie einverleibten, galt als Akt der Illoyalität. Spätere Nachwirkung hatte Giuliano in seiner Familie, insofern der Bastard Ippolito – sein einziger Nachkomme – zeitweise die Herrschaft über Florenz trug.
Giulianos Porträt in Rom von Raffael zeigt ihn vor einem Vorhang, hinter dem die Engelsburg zu sehen ist. Eine Studie zu dem Gemälde hängt im Metropolitan Museum. Giulianos Grab in der Medici-Kapelle der Basilica di San Lorenzo di Firenze ist mit der Nacht und dem Tag von Michelangelo geschmückt, zusammen mit einer Statue des Giuliano, die ebenfalls von Michelangelo stammt.